# Розумівська балка
Розу́мівська ба́лка — ландшафтний заказник місцевого значення в Україні. Розташований на території Олександрівського району Кіровоградської області, на південь від села Бовтишка і на схід від села Розумівка. 
Площа 57,4 га. Статус присвоєно згідно з рішенням обласної ради № 47 від 19.05.1995 року. Перебуває у віданні ДП «Олександрівський лісгосп» (Червоно-нерубайловське лісництво, кв. 107, вид. 1-6). 
Статус присвоєно для збереження частини лісового масиву на правобережжі річки Бовтиш.